# Sergej Rachmaninov
Sergej Vasiljevitj Rachmaninov (ryska: Сергей Васильевич Рахманинов; engelsk transkription: Sergei Vasilyevich Rachmaninov, ofta även Rachmaninoff), född 1 april 1873 i Semjonovo, nära Staraja Russa i Kejsardömet Ryssland, död 28 mars 1943 i Los Angeles, USA, var en rysk tonsättare, pianist och dirigent. Som kompositör är Rachmaninov mest känd för sina fyra monumentala pianokonserter, tre storslagna symfonier och en omfattande pianoproduktion.

## Biografi
Rachmaninovs mor var pianolärare varför han tidigt lärde sig spela piano och så småningom blev en av sin tids och historiens största pianovirtuoser. Rachmaninov studerade musik vid bland annat konservatoriet i S:t Petersburg och i Moskva. Han var från början mest inriktad på en framtid som tonsättare, men efter att hans första symfoni (1895) fått förödande kritik, något som Rachmaninov tog mycket hårt, övergav han komponerandet för en tid och kom att satsa mer på sin pianistkarriär. Vid sekelskiftet började han turnera även i Västeuropa och något senare i USA och hans popularitet i västvärlden ökade stadigt.
Efter den ryska revolutionen 1917 flydde Rachmaninov till Schweiz, där han var bosatt till 1935. Sistnämnda år flyttade han till USA, där han levde till sin död 1943. Två månader före sin bortgång i hudcancer blev han amerikansk medborgare. Han återvände aldrig till sitt hemland, som dock alltid fanns närvarande i hans musik. 
Rachmaninov anses vara den sista kompositören inom den romantiska musikepoken. I vissa verk märks influenser; hans pianokonsert nr 3 påminner mycket starkt om Griegs pianokonsert. I hans musik återfinns starka romantiska känslosvall, tydliga kontraster, tekniskt svåra passager och inflytande från rysk musik. Han var själv en tekniskt bländande pianist, och med sitt uttrycksfulla och ofta personliga uttryck framförde han både egna och andras verk. Hans stora händer, som kunde nå ett intervall om tretton heltoner, är omtalade. Hans pianomusik är ofta tekniskt mycket krävande, exempelvis pianokonsert nr 3, vilket filmen Shine delvis kretsar kring. Den överdrivna kommersiellt romantiskt färgade delen i hans verk har av vissa kritiserats, men kan inte frånta honom hans plats i musikhistorien.  
Rachmaninovfestivalen 2008 i Ryssland har fått stor uppmärksamhet på radiostationen Rysslands röst.

## Utmärkelser
Asteroiden 4345 Rachmaninoff är uppkallad efter honom.

## Verk
- Verklista för Sergej Rachmaninov
- Vocalise (op. 34:14), Preludium i ciss-moll och Pianokonserterna nr 2 och 3 är alla synnerligen välkända musikstycken av Rachmaninov.

## Filmer med Rachmaninov-musik (urval)
- 1945 – Kort möte
- 1955 – Flickan ovanpå
- 1965 – Doktor Zjivago
- 1980 – Somewhere in Time
- 1993 – Måndag hela veckan
- 1995 – Clueless
- 1995 – Sabrina
- 1996 – Shine
- 1998 – Ronin
- 2001 – Bridget Jones dagbok
- 2004 – Dawn of the Dead
- 2007 – Spider-Man 3

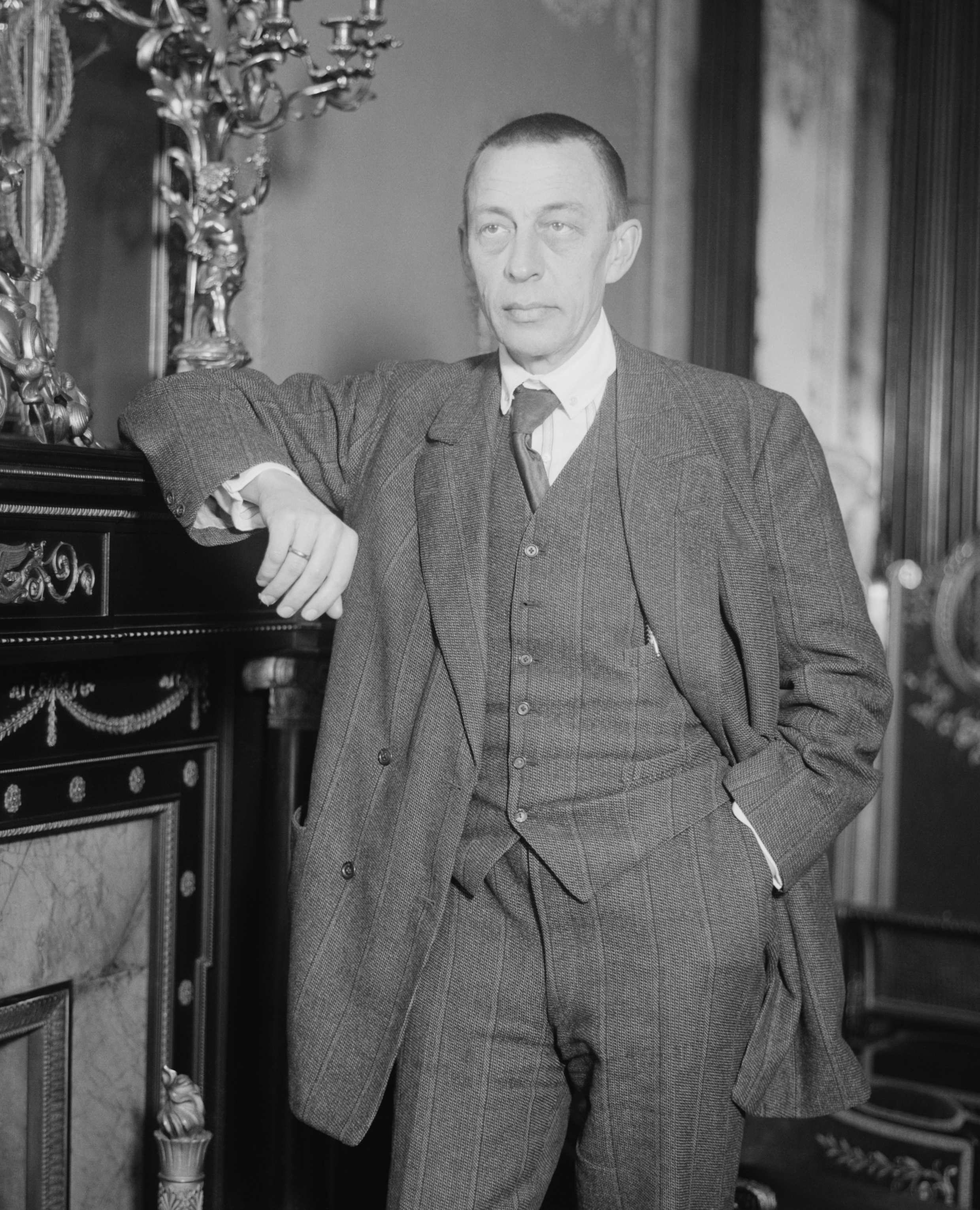
Sergej Rachmaninov

- 2008 – Nodame Cantabile: Paris-hen